# 朱祐檽
镇宁安懿王朱祐檽（1516年—1576年），明朝镇宁恭靖王朱见瀷的嫡次子，明朝第二代镇宁王。

## 生平
初封镇宁长子。嘉靖元年（1522年），朱见瀷去世。
当时朱祐檽的堂兄襄王朱祐櫍没有儿子，生病不理王府事务，导致王府承奉邵亨仗着自己的权事，在外到处惹事生非。鎮寧府縣主選儀賓，已納聘，邵亨索贿不得，就诬陷朱见瀷的舅舅受贿，将其拷打致死，宗室们都害怕他。枣阳王朱祐楒图谋代理王府事不得，怀恨，诱擒邵亨后挖出他的双目。嘉靖三年（1524年）九月，朱祐檽上疏列举邵亨及襄王府長史袁仕不法事，都察院請求下撫按鎮巡官覆勘，明世宗敕司禮監、法司、錦衣衛、各堂官一人前往會同鎮巡官從公勘處冒犯宗室者，奏取世宗裁决，认为邵亨等有罪，各官员按问邵亨等、具報案情。都御史張宗根据朱祐楒所言，請求逮問邵亨、黜退袁仕等，还想改命郡王代理襄王府事。世宗说襄王府事已命朱祐檽的堂兄陽山王朱祐楬代理，其余事情并下所遣官勘問。
嘉靖四年（1525年）三月，查出朱祐檽弹劾邵亨的话多有诬陷和虚妄。世宗遣大理寺少卿袁宗儒与中官、錦衣衛前去讯问，袁宗儒等查出朱祐檽挟仇诬奏，袁仕软弱无主见，不能匡正。袁宗儒等具列情状，并提到鎮寧等三府多投軍校，应该查歸軍衛。有司和法司商议，下詔废朱祐楒为庶人，朱祐檽革除三分之一禄米，邵亨处绞刑，袁仕削职为民，其余人也分别获罪，王府军校按例裁革。
嘉靖五年（1526年）十二月，世宗遣武進伯朱江等為正使，翰林院編修王教等為副使，持節冊封朱祐檽為鎮寧王，夫人安氏為鎮寧王妃。
因朱祐檽悔罪自陈，又有恩诏，嘉靖七年（1528年）八月，世宗恢复朱祐檽的岁禄。
嘉靖十四年（1535年），朱祐楬去世，其子朱厚熲才九岁，不及袭封阳山王。世宗敕令朱祐檽代理襄王府事。府中臣僕都不喜欢朱祐檽，都奏称他的罪过，又说按伦序不宜。世宗命司禮監監丞王燾、給事中馬汝彰前去勘查，回报朱祐檽無罪，請求仍令他代理。嘉靖十八年（1539年）正月，世宗称朱厚熲按倫序應襲封，令朱厚熲的母亲保護他，內外輔導官协理府事，待朱厚熲年長按例自行請封即可，不必再命朱祐檽，于是夺回令朱祐檽代理襄王府事的敕书。
万历四年（1576年），朱祐檽去世。他的庶五子朱厚熧先前受封为镇宁长子。万历九年（1581年），朱厚熧袭封镇宁王。

## 子孫
- 庶五子：鎮寧長子→鎮寧王朱厚熧
- 子：鎮國將軍朱厚煻[8]
  - 子：朱載墐，待封[8]
  - 子：朱載坤，待封[8][9]
- 子：鎮國將軍朱厚𤇜[8]